# Meredith McGrath
| jaar | rang enkelspel | rang dubbelspel |
| ---- | -------------- | --------------- |
| 1998 | 312            | 120             |
| 1996 | 26             | 8               |
| 1995 | 61             | 7               |
| 1994 | 39             | 6               |
| 1993 | 66             | 23              |
| 1991 | 162            | 35              |
| 1990 | 28             | 16              |
| 1989 | 93             | 33              |
| 1988 | 388            | –               |

Meredith McGrath (Midland, 28 april 1971) is een voormalig tennisspeelster uit de Verenigde Staten van Amerika. Zij was actief in het proftennis van 1988 tot en met 1998.

## Loopbaan

### Enkelspel
McGrath debuteerde in 1988 op het ITF-toernooi van Wichita (VS). Zij stond nog datzelfde jaar voor het eerst in een finale, op het ITF-toernooi van Fayetteville (VS) – hier veroverde zij haar eerste titel, door landgenote Tammy Whittington te verslaan. Dit bleef haar enige ITF-enkelspeltitel.
In 1988 speelde McGrath voor het eerst op een WTA-hoofdtoernooi, op het Tier II toernooi van Worcester. Zij stond in 1994 voor het eerst in een WTA-finale, op het toernooi van Oklahoma – hier veroverde zij haar eerste titel, door de Nederlandse Brenda Schultz te verslaan. In totaal won zij drie WTA-titels, de laatste in 1996 in Birmingham.
Haar beste resultaat op de grandslamtoernooien is het bereiken van de halve finale, in 1996 op Wimbledon. Dit bracht haar op haar hoogste notering op de WTA-ranglijst: de achttiende plaats, die zij bereikte in juli 1996.

### Dubbelspel
McGrath behaalde in het dubbelspel betere resultaten dan in het enkelspel. Zij debuteerde in 1988 op het ITF-toernooi van Fayetteville (VS) samen met landgenote Jessica Emmons. Zij stond in 1989 voor het eerst in een finale, op het ITF-toernooi van haar geboorteplaats Midland (VS), samen met landgenote Shaun Stafford – zij verloren van het Koreaanse duo Kim Il-soon en Lee Jeong-myung. In 1991 veroverde McGrath haar eerste ITF-titel, op het ITF-toernooi van Midland (VS), samen met landgenote Anne Smith – vóór dat moment had zij echter al op grandslamtoernooien gespeeld, en WTA-titels gewonnen. In totaal won zij drie ITF-titels – ook de andere twee in haar geboorteplaats, samen met de Nederlandse Manon Bollegraf respectievelijk de Amerikaanse Patty Fendick.
In 1989 speelde McGrath voor het eerst op een WTA-hoofdtoernooi, op het toernooi van Wichita, samen met landgenote Shaun Stafford. Zij stond nog in datzelfde jaar voor het eerst in een WTA-finale, op het toernooi van Birmingham, samen met landgenote Pam Shriver – zij verloren van het koppel Larisa Savtsjenko en Natallja Zverava. Samen met landgenote Jennifer Capriati won zij het meisjesdubbelspel op het US Open 1989. Later dat jaar veroverde McGrath haar eerste WTA-titel, op het toernooi van Nashville, samen met de Nederlandse Manon Bollegraf, door het koppel Natalia Medvedeva en Leila Meschi te verslaan. In totaal won zij 25 WTA-titels, de laatste in 1996 in Berlijn, samen met (de inmiddels gehuwde) Larisa Neiland uit Letland.
Haar beste resultaat in het vrouwendubbelspel op de grandslamtoernooien is het bereiken van de finale, eenmaal op het Australian Open in 1994 (samen met landgenote Patty Fendick) en eenmaal op Wimbledon in 1996 (samen met Larisa Neiland uit Letland). Haar hoogste notering op de WTA-ranglijst is de vijfde plaats, die zij bereikte in oktober 1994.
In het gemengd dubbelspel won zij aan de zijde van landgenoot Matt Lucena de titel op het US Open in 1995.

## Palmares
| Legenda                |
| ---------------------- |
| Grandslamtoernooi      |
| Olympische Spelen      |
| Year-End Championships |
| Tier I                 |
| Tier II                |
| Tier III               |
| Tier IV & V            |

### WTA-finaleplaatsen enkelspel
| nr.              | finale     | toernooi       | ondergrond    | tegenstandster   | score         |         |
| ---------------- | ---------- | -------------- | ------------- | ---------------- | ------------- | ------- |
| gewonnen finales |            |                |               |                  |               |         |
| 1.               | 1994-02-20 | WTA Oklahoma   | hardcourt (i) | Brenda Schultz   | 7-6, 7-6      | details |
| 2.               | 1994-06-18 | WTA Eastbourne | gras          | Linda Wild       | 6-2, 6-4      | details |
| 3.               | 1996-06-16 | WTA Birmingham | gras          | Nathalie Tauziat | 2-6, 6-4, 6-4 | details |
| verloren finales |            |                |               |                  |               |         |
| geen             |            |                |               |                  |               |         |

### WTA-finaleplaatsen vrouwendubbelspel
| nr.              | finale     | toernooi          | ondergrond    | partner          | tegenstandsters                        | score         |         |
| ---------------- | ---------- | ----------------- | ------------- | ---------------- | -------------------------------------- | ------------- | ------- |
| gewonnen finales |            |                   |               |                  |                                        |               |         |
| 01.              | 1989-11-12 | WTA Nashville     | hardcourt (i) | Manon Bollegraf  | Natalia Medvedeva Leila Meschi         | 1-6, 7-6, 7-6 | details |
| 02.              | 1990-02-11 | WTA Wichita       | hardcourt (i) | Manon Bollegraf  | Mary-Lou Piatek Wendy White            | 6-0, 6-2      | details |
| 03.              | 1990-08-12 | WTA Albuquerque   | hardcourt     | Anne Smith       | Mareen Louie-Harper Wendy White-Prausa | 7-6, 6-4      | details |
| 04.              | 1990-11-04 | WTA Oakland       | tapijt (i)    | Anne Smith       | Rosalyn Fairbank-Nideffer Robin White  | 2-6, 6-0, 6-4 | details |
| 05.              | 1990-11-11 | WTA Indianapolis  | hardcourt (i) | Patty Fendick    | Katrina Adams Jill Hetherington        | 6-1, 6-1      | details |
| 06.              | 1991-02-24 | WTA Oklahoma      | hardcourt (i) | Anne Smith       | Katrina Adams Jill Hetherington        | 6-2, 6-4      | details |
| 07.              | 1993-04-25 | WTA Kuala Lumpur  | hardcourt (i) | Patty Fendick    | Nicole Arendt Kristine Radford         | 6-4, 7-6      | details |
| 08.              | 1993-10-17 | WTA Montpellier   | tapijt (i)    | Claudia Porwik   | Janette Husárová Dominique Monami      | 3-6, 6-2, 7-6 | details |
| 09.              | 1993-11-07 | WTA Oakland       | tapijt (i)    | Patty Fendick    | Amanda Coetzer Inés Gorrochategui      | 6-2, 6-0      | details |
| 10.              | 1994-01-16 | WTA Sydney        | hardcourt     | Patty Fendick    | Jana Novotná Arantxa Sánchez           | 6-2, 6-3      | details |
| 11.              | 1994-02-20 | WTA Oklahoma      | hardcourt (i) | Patty Fendick    | Katrina Adams Manon Bollegraf          | 7-6, 6-2      | details |
| 12.              | 1994-04-17 | WTA Pattaya       | hardcourt     | Patty Fendick    | Yayuk Basuki Nana Miyagi               | 7-6, 3-6, 6-3 | details |
| 13.              | 1994-04-24 | WTA Singapore     | hardcourt     | Patty Fendick    | Nicole Arendt Kristine Radford         | 6-4, 6-1      | details |
| 14.              | 1994-08-21 | WTA Montréal      | hardcourt     | Arantxa Sánchez  | Pam Shriver Elizabeth Smylie           | 2-6, 6-2, 6-4 | details |
| 15.              | 1994-08-28 | WTA Schenectady   | hardcourt     | Larisa Neiland   | Pam Shriver Elizabeth Smylie           | 6-2, 6-2      | details |
| 16.              | 1994-10-02 | WTA Leipzig       | tapijt (i)    | Patty Fendick    | Manon Bollegraf Larisa Neiland         | 6-4, 6-4      | details |
| 17.              | 1995-02-19 | WTA Parijs        | tapijt (i)    | Larisa Neiland   | Manon Bollegraf Rennae Stubbs          | 6-4, 6-1      | details |
| 18.              | 1995-02-26 | WTA Linz          | tapijt (i)    | Nathalie Tauziat | Iva Majoli Petra Ritter                | 6-1, 6-2      | details |
| 19.              | 1995-05-27 | WTA Edinburgh     | gravel        | Larisa Neiland   | Manon Bollegraf Rennae Stubbs          | 6-2, 7-6      | details |
| 20.              | 1995-09-23 | WTA Moskou        | tapijt (i)    | Larisa Neiland   | Anna Koernikova Aleksandra Olsza       | 6-1, 6-0      | details |
| 21.              | 1995-10-01 | WTA Leipzig       | tapijt (i)    | Larisa Neiland   | Brenda Schultz Caroline Vis            | 6-4, 6-4      | details |
| 22.              | 1995-10-22 | WTA Brighton      | tapijt (i)    | Larisa Neiland   | Lori McNeil Helena Suková              | 7-5, 6-1      | details |
| 23.              | 1996-02-25 | WTA Essen         | tapijt (i)    | Larisa Neiland   | Lori McNeil Helena Suková              | 3-6, 6-3, 6-2 | details |
| 24.              | 1996-03-03 | WTA Linz          | tapijt (i)    | Manon Bollegraf  | Rennae Stubbs Helena Suková            | 6-4, 6-4      | details |
| 25.              | 1996-05-19 | WTA Berlijn       | gravel        | Larisa Neiland   | Martina Hingis Helena Suková           | 6-1, 5-7, 7-6 | details |
| verloren finales |            |                   |               |                  |                                        |               |         |
| 01.              | 1989-06-18 | WTA Birmingham    | gras          | Pam Shriver      | Larisa Savtsjenko Natallja Zverava     | 5-7, 7-5, 0-6 | details |
| 02.              | 1990-09-16 | WTA Orlando       | tapijt (i)    | Manon Bollegraf  | Larisa Neiland Natallja Zverava        | 4-6, 1-6      | details |
| 03.              | 1991-03-10 | WTA Boca Raton    | hardcourt     | Anne Smith       | Larisa Neiland Natallja Zverava        | 4-6, 6-7      | details |
| 04.              | 1993-04-18 | WTA Pattaya       | hardcourt     | Patty Fendick    | Cammy MacGregor Catherine Suire        | 3-6, 6-7      | details |
| 05.              | 1994-01-30 | Australian Open   | hardcourt     | Patty Fendick    | Gigi Fernández Natallja Zverava        | 3-6, 6-4, 4-6 | details |
| 06.              | 1994-03-20 | WTA Miami         | hardcourt     | Patty Fendick    | Gigi Fernández Natallja Zverava        | 3-6, 1-6      | details |
| 07.              | 1994-10-09 | WTA Zürich        | tapijt (i)    | Patty Fendick    | Manon Bollegraf Martina Navrátilová    | 6-7, 1-6      | details |
| 08.              | 1995-10-15 | WTA Filderstadt   | hardcourt (i) | Larisa Neiland   | Gigi Fernández Natallja Zverava        | 7-5, 1-6, 4-6 | details |
| 09.              | 1995-11-12 | WTA Philadelphia  | tapijt (i)    | Larisa Neiland   | Lori McNeil Helena Suková              | 6-4, 3-6, 4-6 | details |
| 10.              | 1996-03-30 | WTA Miami         | hardcourt     | Larisa Neiland   | Jana Novotná Arantxa Sánchez           | 4-6, 4-6      | details |
| 11.              | 1996-04-14 | WTA Amelia Island | gravel        | Larisa Neiland   | Chanda Rubin Arantxa Sánchez           | 1-6, 1-6      | details |
| 12.              | 1996-07-07 | Wimbledon         | gras          | Larisa Neiland   | Martina Hingis Helena Suková           | 7-5, 5-7, 1-6 | details |
| 13.              | 1998-01-17 | WTA Sydney        | hardcourt     | Katrina Adams    | Martina Hingis Helena Suková           | 1-6, 2-6      | details |

### Finaleplaatsen gemengd dubbelspel
| nr.              | finale     | toernooi | ondergrond | partner     | tegenstanders             | score         |         |
| ---------------- | ---------- | -------- | ---------- | ----------- | ------------------------- | ------------- | ------- |
| gewonnen finales |            |          |            |             |                           |               |         |
| 1.               | 1995-09-10 | US Open  | hardcourt  | Matt Lucena | Gigi Fernández Cyril Suk  | 6-4, 6-4      | details |
| verloren finales |            |          |            |             |                           |               |         |
| 1.               | 1989-09-10 | US Open  | hardcourt  | Rick Leach  | Robin White Shelby Cannon | 6-3, 2-6, 5-7 | details |

## Resultaten grandslamtoernooien
| Legenda | Legenda                          |
| ------- | -------------------------------- |
| g.t.    | geen toernooi gehouden           |
| l.c.    | lagere categorie                 |
| –       | niet deelgenomen                 |
| G       | uitgeschakeld in de groepsfase   |
| 1R      | uitgeschakeld in de eerste ronde |
| 2R      | uitgeschakeld in de tweede ronde |
| 3R      | uitgeschakeld in de derde ronde  |
| 4R      | uitgeschakeld in de vierde ronde |
| KF      | uitgeschakeld in de kwartfinale  |
| HF      | uitgeschakeld in de halve finale |
| F       | de finale verloren               |
| W       | het toernooi gewonnen            |
| w-v     | winst/verlies-balans             |

### Enkelspel
| Australian Open | –  | –  | –  | –  | 2R | 1R | 1R | 1R |
| Roland Garros   | 1R | –  | 1R | –  | 1R | 2R | 1R | –  |
| Wimbledon       | 1R | 2R | –  | 4R | 3R | 1R | HF | –  |
| US Open         | 1R | 1R | –  | 2R | 2R | 1R | –  | –  |

### Vrouwendubbelspel
| Australian Open | –  | –  | –  | –  | –  | F  | 3R | HF | 1R |
| Roland Garros   | –  | –  | –  | KF | 1R | 3R | 3R | HF | –  |
| Wimbledon       | –  | 1R | 2R | –  | 2R | 3R | HF | F  | –  |
| US Open         | 1R | 2R | 1R | –  | 3R | KF | 3R | –  | –  |

### Gemengd dubbelspel
| Australian Open | –  | –  | –  | –  | –  | 2R | 1R | KF | 1R |
| Roland Garros   | –  | –  | –  | 3R | 2R | HF | 2R | 3R | –  |
| Wimbledon       | –  | 1R | 2R | –  | 3R | KF | 1R | 2R | –  |
| US Open         | KF | F  | HF | –  | 2R | KF | W  | –  | –  |